# Napeogenes lycora
Napeogenes lycora är en fjärilsart som beskrevs av William Chapman Hewitson 1870. Napeogenes lycora ingår i släktet Napeogenes och familjen praktfjärilar. Inga underarter finns listade i Catalogue of Life.

## Bildgalleri

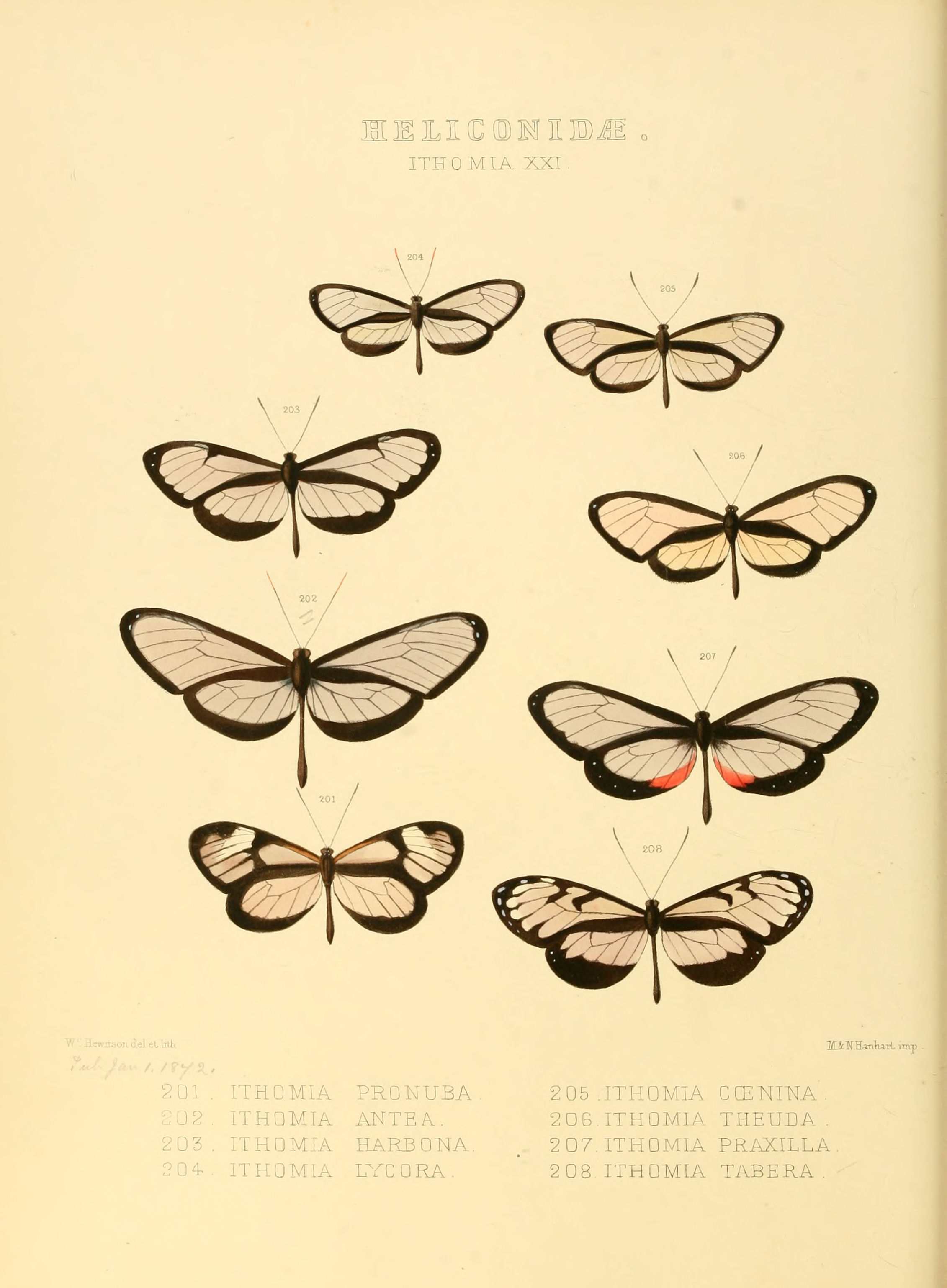